# Слонимский уезд
Слонимский уезд (бел. Слонімскі павет) — административная единица в составе Слонимской, Литовской и Гродненской губерний, существовавшая в 1795—1920 годах. Центр — город Слоним.

## История
Слонимский уезд в составе Слонимской губернии Российской империи был образован в 1795 году на территории, отошедшей к России в результате 3-го раздела Речи Посполитой. В 1797 году уезд отошёл к Литовской губернии, а в 1801 — к Гродненской. В 1920 году уезд отошёл к Польше.

## Население
По данным переписи 1897 года в уезде проживало 226,3 тыс. чел. В том числе белорусы — 80,7 %; евреи — 15,2 %; русские — 2,1 %; поляки — 1,6 %. 
В уездном городе Слониме проживало 15 863 чел., в местечках: Ружаны — 6036 жит., Коссово — 5537 жит., Дятлово — 3200 жит.

## Административное деление
В 1890 году в состав уезда входило 23 волости:
| № п/п | Волость        | Волостное правление | Число селений | Население |
| ----- | -------------- | ------------------- | ------------- | --------- |
| 1     | Боркинская     | ур. Червень         | 42            | 4703      |
| 2     | Бытенская      | м. Бытень           | 49            | 9720      |
| 3     | Гичицкая       | д. Гичицы           | 17            | 3674      |
| 4     | Дворецкая      | м. Дворец           | 59            | 6366      |
| 5     | Деревнянская   | с. Деревная         | 61            | 5981      |
| 6     | Деречинская    | м. Деречин          | 29            | 5685      |
| 7     | Добромысльская | с. Добромысль       | 52            | 3903      |
| 8     | Дятловская     | м. Дятлово          | 54            | 8307      |
| 9     | Жировичская    | д. Подмоше          | 31            | 4508      |
| 10    | Козловская     | д. Долбневичи       | 110           | 6430      |
| 11    | Коссовская     | м. Коссово          | 93            | 14043     |
| 12    | Костровичская  | д. Ягнещицы         | 68            | 6316      |
| 13    | Куриловичская  | д. Куриловичи       | 42            | 5465      |
| 14    | Люшневская     | с. Люшнево          | 89            | 6982      |
| 15    | Марьинская     | д. Трибушки         | 56            | 5216      |
| 16    | Мижевичская    | д. Мижевичи         | 37            | 7367      |
| 17    | Пацовская      | с. Накрышки         | 83            | 6652      |
| 18    | Песковская     | д. Новые Пески      | 52            | 9270      |
| 19    | Роготнянская   | с. Роготна          | 63            | 5023      |
| 20    | Ружанская      | м. Ружаны           | 73            | 11070     |
| 21    | Старовеская    | д. Старая Весь      | 46            | 6797      |
| 22    | Чемерская      | ур. Каменный Мост   | 51            | 5947      |
| 23    | Шиловичская    | с. Шиловичи         | 56            | 5744      |

В 1913 году в уезде также было 23 волости
.

## Населённые пункты
По переписи 1897 года наиболее крупные населённые пункты уезда:
| - г. Слоним - 15863 чел.; - мст. Ружаны - 5016 чел.; - мст. Дятлово - 3979 чел.; - мст. Коссово - 3092 чел.; - мст. Бытень - 2682 чел.; - мст. Деречин - 2663 чел.; - мст. Молчадь - 1733 чел.; - мст. Дворец - 1366 чел.; - д. Заполье - 1243 чел.; - д. Золотеево - 1237 чел.; | - с. Гощево - 1230 чел.; - с. Острово - 1117 чел.; - д. Заречное - 1094 чел.; - с. Новые Пески - 974 чел.; - с. Церковные Любищицы - 973 чел.; - с. Добромысль - 952 чел.; - д. Стригинь - 949 чел.; - д. Подстарин - 938 чел.; - фаб.пос. Александр-Альбертин - 937 чел.; | - с. Спорово - 903 чел.; - с. Люшнево - 895 чел.; - д. Гнойно - 870 чел.; - д. Гловосевичи - 858 чел.; - д. Засецы - 843 чел.; - д. Близная - 841 чел.; - д. Приборова - 840 чел.; - д. Алексичи - 804 чел.; - д. Дорогляны - 802 чел.; |